# Естуарій Темзи

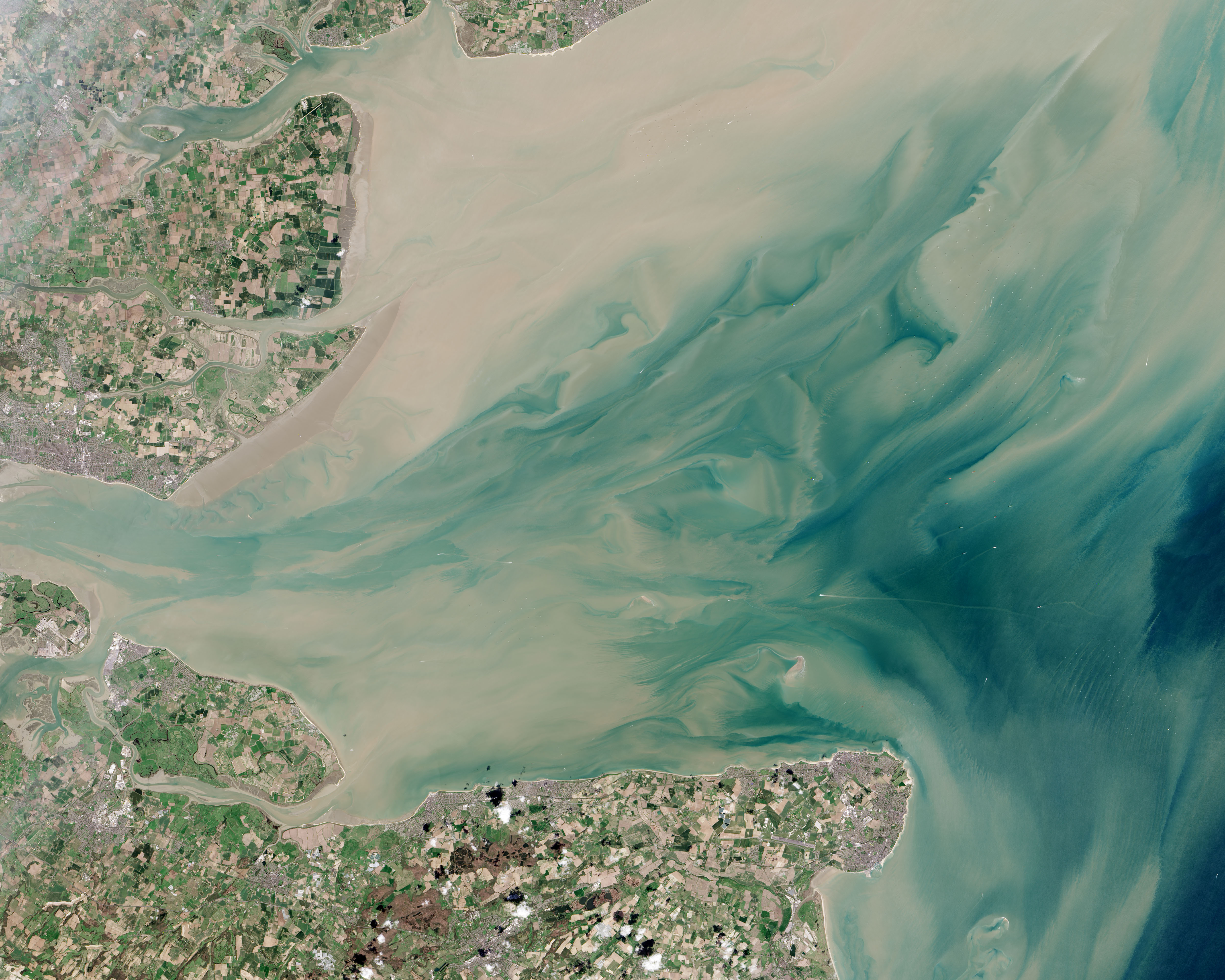
Естуарій річки Темзи з космосу. Англія.

Естуарій Темзи (англ. Thames Estuary — «затоплюване гирло річки») — естуарій, лійкоподібне гирло річки Темзи, де річка зустрічається з водами Північного моря, на південному сході Англії.
Естуарій є одним із найбільших з 170 таких річкових гирл на узбережжі Великої Британії. Він являє собою основний маршрут судноплавства: серед тисяч перевезень, що відбуваються ним щороку, є великі нафтові танкери, контейнеровози, балкери, ролкери та пороми, що входять через лиман до лондонського порту та портів Ширнесс, Чатем і Темсспорт.
Межі естуарію визначені кількома способами: Західний край естуарія проходить на схід від Лондонського Сіті; східний — по гирлу рік Блеквотер і Крауч у графстві Ессекс на півночі і річки Медвей і протоки Суол (поблизу острова Шеппі) в графстві Кент на півдні. Великим естуарієм Темзи називається відкрита частина естуарія, розташована безпосередньо біля Північного моря. Висота припливів на берегах естуарію досягає 4-х метрів.
В 8,5 км від берега в районі Північного моря встановлено десятки турбін вітрових електростанцій.